# Липівка (Рогатинська міська громада)
Ли́півка (до 1570 р. — Матіїв, до 1946 р. — Фірлеїв) — село на Рогатинському Опіллі, на межі з Львівською областю, у складі Рогатинської міської громади, Івано-Франківського району, Івано-Франківської області. Населення — 829 осіб. Через село пролягає територіальний автошлях державного значення Т 1417 Куровичі—Перемишляни—Рогатин.

## Розташування
Розташоване на березі річки Гнилої Липи, притоки Дністра, за 15 км від колишнього районного центру. Через село проходить автодорога сполучення Рогатин-Перемишляни-Куровичі. 
У селі протікає потік Залізний, який впадає у річку Гнилу Липу притоку річки Дністер.

## Історія

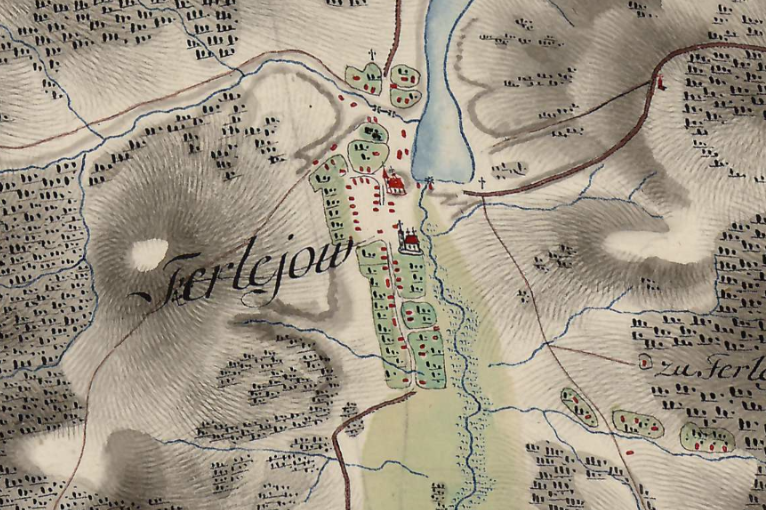
Липівка (Фірлеїв) на австрійській мапі XVIII століття.

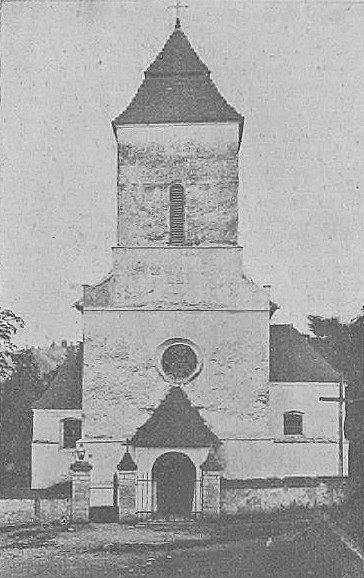
Костел в Фірлеєві (1938)

На території сіл кол. Воронівської сільради знайдено скарб римських монет (II—III ст.ст. н. е.).
Засноване на початку XV ст. Чотири рази татари нищили й палили село.
1430 р. перша згадка про село Матвіїв.
1570 р. королівським указом:
- шляхтичеві Янові Фірлею на ґрунтах села Матіївців дозволено закласти містечко Фірлеїв,
- запроваджені ярмарки на Зелені свята та Різдво Пречистої Діви Марії; торги — щопонеділка,
- дідичним війтом призначений Миколай Нарайовський[4].

Містечко користувалося печаткою з власним гербом — зображенням святого Станіслава, що воскрешає Пьотровіна (відбитки печатки з цим гербом, датовані ХІХ століттям, збереглися в колекції відомого львівського краєзнавця Антонія Шнайдера).
У XVI—XVII століттях Фірлеїв зберігав статус містечка, тут розвивався гончарний промисел. Великої шкоди господарству й населенню містечка заподіяли в 1828 році пожежа й сарана, а в 1831 і 1855 роках — холера.
На початку ХХ століття у містечку були дві кредитні спілки, пожежна станція, пошта з телеграфом, два млини, дві каменоломні. Колись був замок, міські укріплення. З минулої краси зберігся костел святого Станіслава, збудований у 1575 році, зараз відновлений, з бідним, але цікавим інтер'єром. Біля костелу збереглася підпірна стіна з контрфорсами, яка надає храму оборонного вигляду.
Також у селі є церква Зішестя Святого Духа 1892 року побудови із величним іконостасом.
Н 1.01.1939 р. в селі проживало 1680 мешканців (1160 українців-греко-католиків, 440 латинників, 50 поляків, 20 євреїв і 10 німців та інших національностей).
7 червня 1946 року село Фірлеїв було перейменовано на Липівку і Фірлеївську сільську раду — на Липівську.
12 червня 2020 року, відповідно до Розпорядження Кабінету Міністрів України  № 714-р «Про визначення адміністративних центрів та затвердження територій територіальних громад Івано-Франківської області», увійшло до складу Рогатинської міської громади.
19 липня 2020 року, в результаті адміністративно-територіальної реформи та ліквідації Рогатинського району, село увійшло до складу новоутвореного Івано-Франківського району.

### Костел святого Станіслава-єпископа, мученика РКЦ
Місцеву парафію було утворено 8 грудня 1573 року завдяки фундушу Миколая Нарайовського. У середині XVI століття тут спорудили мурований костел на місці зруйнованої у І половині цього століття церкви, від якої залишились стіни висотою до 7 метрів. 1576 року храм консекрував (посвятив) львівський латинський архієпископ Ян Димітр Соліковський. Святиня тричі була спалена, зокрема у 1639 та 1672 роках, проте її щоразу відбудовували заново. У 60-70-х роках XVIII століття храм реконструювали, а 1774 року його повторно консекрував львівський архієпископ Вацлав Сераковський. У 1810, 1845 та 1927 роках відбулись чергові реставрації костелу. У 1941—1945 рр. святиня зазнала значних руйнувань. Після ІІ св. війни храм закрили (зерносховище). У 1980—1990 роках інститут Укрзахідпроектреставрація провів дослідження костелу, на підставі яких була здійснена його реставрація. Повернули святиню 8 вересня 1991 року. Головний вівтарний образ святого Станіслава-єпископа, мученика до 2 світової війни прикрашав знищений за часів СРСР костел святого Станіслава-єпископа, мученика у с. Журів. Сучасна приналежність парафії: Львівська Архідієцезія Римо-Католицької Церкви в Україні. Парафію обслуговують дієцезіальні священики парафії РКЦ св. Миколая у Рогатині.

## Населення

### Мова
Розподіл населення за рідною мовою за даними перепису 2001 року:
| Мова       | Кількість | Відсоток |
| ---------- | --------- | -------- |
| українська | 827       | 99.76%   |
| російська  | 2         | 0.24%    |
| Усього     | 829       | 100%     |

## Корисні копалини
На території села є кар'єри, де видобувають будівельний камінь і пісок, поклади яких тут виявлено.

## Соціальна сфера
У селі є дитячий садок, дев'ятирічна школа, клуб, бібліотека, медпункт.
У 2020 р. відкрили першу в районі амбулаторію загальної практики сімейної медицини.

## Культура
Традицію «повіншування Василів» у селі Липівка визнано елементом нематеріальної культурної спадщини України.

## Персоналії
- Міхал Вишневський (1794—1865) — польський письменник, філософ, історик літератури, політичний діяч.
- Стефан Качала (1815—1888) — громадсько-політичний діяч, письменник і публіцист, фундатор і меценат багатьох українських товариств та організацій.
- Михайло Кривень (1954) — Народний артист України, професор Прикарпатського університету ім. Василя Стефаника.
- Ян Фірлей — власник села (міста), маршалок великий коронний Речі Посполитої.
- Демський Олексій-«Шувар» (1913—1955) — провідник Рогатинського надрайонного проводу ОУН.[15]
- Какун Андрій Павлович (1912—1946) — провідник Перемишлянського надрайонного проводу ОУН.
- Кічула Григорій Федорович (1932—2004) — художник декоративної кераміки та скла, живописець, монументаліст.